# Spitzingsee
Le Spitzingsee est un lac situé en Bavière, dans le sud de l'Allemagne. Il se trouve au nord de la frontière autrichienne, dans les monts Schliersee (en) à 1 084 m d'altitude.

## Source de la traduction
- (en) Cet article est partiellement ou en totalité issu de l’article de Wikipédia en anglais intitulé « Spitzingsee » (voir la liste des auteurs).